# Nephrotoma consimilis
Nephrotoma consimilis är en tvåvingeart som först beskrevs av Enrico Adelelmo Brunetti 1911.  Nephrotoma consimilis ingår i släktet Nephrotoma och familjen storharkrankar. Inga underarter finns listade i Catalogue of Life.